# Hirekattigenahalli, Chintamani
Hirekattigenahalli là một làng thuộc tehsil Chintamani, huyện Chikkaballapur, bang Karnataka, Ấn Độ.